# NGC 961
NGC 961 is een spiraalvormig sterrenstelsel in het sterrenbeeld Walvis. Het hemelobject werd op 27 november 1880 ontdekt door de Franse astronoom Édouard Jean-Marie Stephan.

## Synoniemen
- NGC 1051
- IC 249
- PGC 10172
- MCG -1-7-33
- UGCA 40